# Petar Jovanović (métropolite)
Pour les articles homonymes, voir Jovanović.
Ne doit pas être confondu avec Petar Jovanović.
Petar Jovanović (en serbe cyrillique : Петар Јовановић ; né le 18 février 1800 à Ilok et mort le 22 septembre 1864 à Sremski Karlovci). De 1833 à 1859, il a été métropolite de la métropole de Belgrade dans la principauté de Serbie, avec le tire d'« archevêque de Belgrade et métropolite de Serbie », la plus haute dignité de l'Église orthodoxe serbe avant la restauration de l'Église orthodoxe serbe unie en 1920. Il a été membre de la Société de lettres serbe (en serbe : Društvo srpske slovesnosti), fondée en 1841, ancêtre de l'Académie serbe des sciences et des arts.

## Biographie

### Débuts

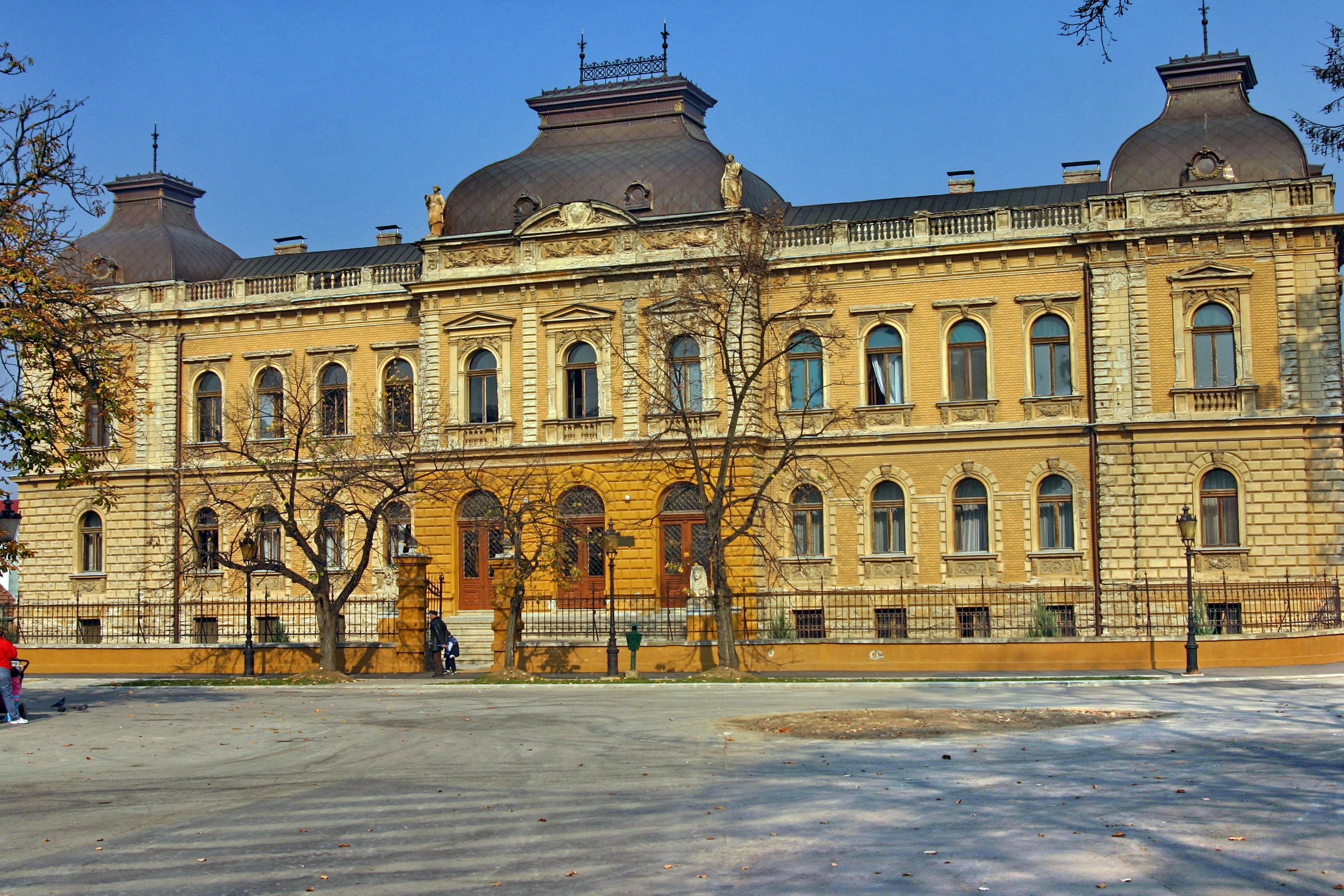
Le séminaire Saint-Arsène-de-Syrmie à Sremski Karlovci, où le futur métropolite a étudié la théologie.

Petar Jovanović est né sous le nom de Pavle Jovanović à Ilok (aujourd'hui en Croatie) ; son père s'appelait Lazar Jovanović (1777-1859) et sa mère Juliana (1775-1840), née Slavuj, était originaire de Šid ; il avait une sœur, Ana (1802-1872).
Petar, qui portait encore le prénom de Pavle, a effectué ses études élémentaires à Ilok puis ses études secondaires d'abord au lycée d'Osijek puis à celui de Sremski Karlovci ; il a ensuite suivi un cours de philosophie au lycée de Szeged (Segedin) avant de rentrer à Sremski Karlovci. Là, il a suivi les cours du séminaire Saint-Arsène-de-Syrmie (Bogoslovija Sveti Arsenije Sremac u Sremskim Karlovcima) de la même ville dans l'intention de devenir prêtre ; il y est resté dix ans. Après avoir obtenu son diplôme en 1819, il est devenu professeur au lycée de Karlovci où il a enseigné jusqu'en 1929.
En 1830, il s'est installé à Kragujevac à l'invitation de la principauté de Serbie ; il est devenu le secrétaire du métropolite de Belgrade Melentije Pavlović et, en même temps, le secrétaire du Tribunal national de Kragujevac (en serbe : Narodnog sud u Kragujevcu) ; il est ensuite devenu le secrétaire de la chancellerie du prince Miloš Obrenović. Petar Jovanović était marié et sa femme est morte peu après son installation en Serbie.

### Métropolite
Après la mort du métropolite Melentije en 1833, à l'instigation du métropolite Stefan Stratimirović, le prince Miloš a proposé à Pavle Jovanović la fonction de métropolite de Belgrade ; auparavant, le prince avait refusé un autre candidat, le métropolite de Césarée de Cappadoce Gerasimos. En effet, Miloš voulait un Serbe à la tête de la métropole récemment établie. Avant de prononcer ses vœux religieux et avant d'être ordonné prêtre et évêque, Jovanović a demandé au prince de promettre que les autorités séculières n'interviendraient pas dans les affaires de l'Église, en particulier que les prêtres ne seraient pas jugés devant des tribunaux ordinaires mais par des évêques. En octobre 1833, il a prononcé ses vœux religieux devant l'évêque d'Užice Nikifor Maksimović ; les jours suivants, il a été ordonné diacre puis presbytre ; il a ensuite été élevé à la dignité d'archimandrite à Čačak. Le 6 décembre 1833, dans la cathédrale Saint-Georges de Constantinople, il a été ordonné métropolite par le patriarche œcuménique de Constantinople Constance Ier. Il est rentré en Serbie avant Noël (qui tombait le 7 janvier 1834 selon le calendrier julien).
À son retour en Serbie, il a entrepris une réforme planifiée de l'organisation ecclésiale. Il a réussi à la mettre en œuvre parce qu'il a immédiatement gagné un grand respect, agissant avec rigueur et équité. Contrairement à ses prédécesseurs, le nouveau métropolite manifestait d'excellentes qualités spirituelles et spirituelles. Selon Filip Hristić, qui a été secrétaire puis « représentant du Prince » (chef de gouvernement) du prince Miloš entre 1858 et 1861, « son attitude et son comportement étaient vraiment seigneuriaux, dignes et miséricordieux ». Le métropolite Petar était considéré comme un bon orateur, éloquent, avec une voix forte, et il récitait les services religieux « par cœur ».
Petar Jovanović disposait par ailleurs d'une solide culture générale et d'une solide formation théologique, si bien qu'il était particulièrement engagé dans l'organisation des écoles destinées au clergé. En 1834, il a créé des manuels métropolitains pour les séminaires et a invité des conférenciers venus de l'étranger ; et, en 1836, il a fondé un séminaire à Belgrade, qui a été ouvert dans la maison Bademlić, en face de l'église métropolitaine. Lors de la création du séminaire, il a bénéficié de l'aide du professeur Gavrilo Popović, originaire de Bačka ; le métropolite s'est occupé du travail de cette institution, a remarqué de bons théologiens, qu'il a aidés, dont certains envoyés dans les écoles religieuses de l'Empire russe. L'un de ces jeunes gens talentueux était le futur métropolite serbe Mihailo de Sokobanja, qui est parti à Kiev en juillet 1846, accompagné de six amis, sous la conduite de Sima Milutinović Sarajlija, parfois considéré comme le premier écrivain romantique serbe.

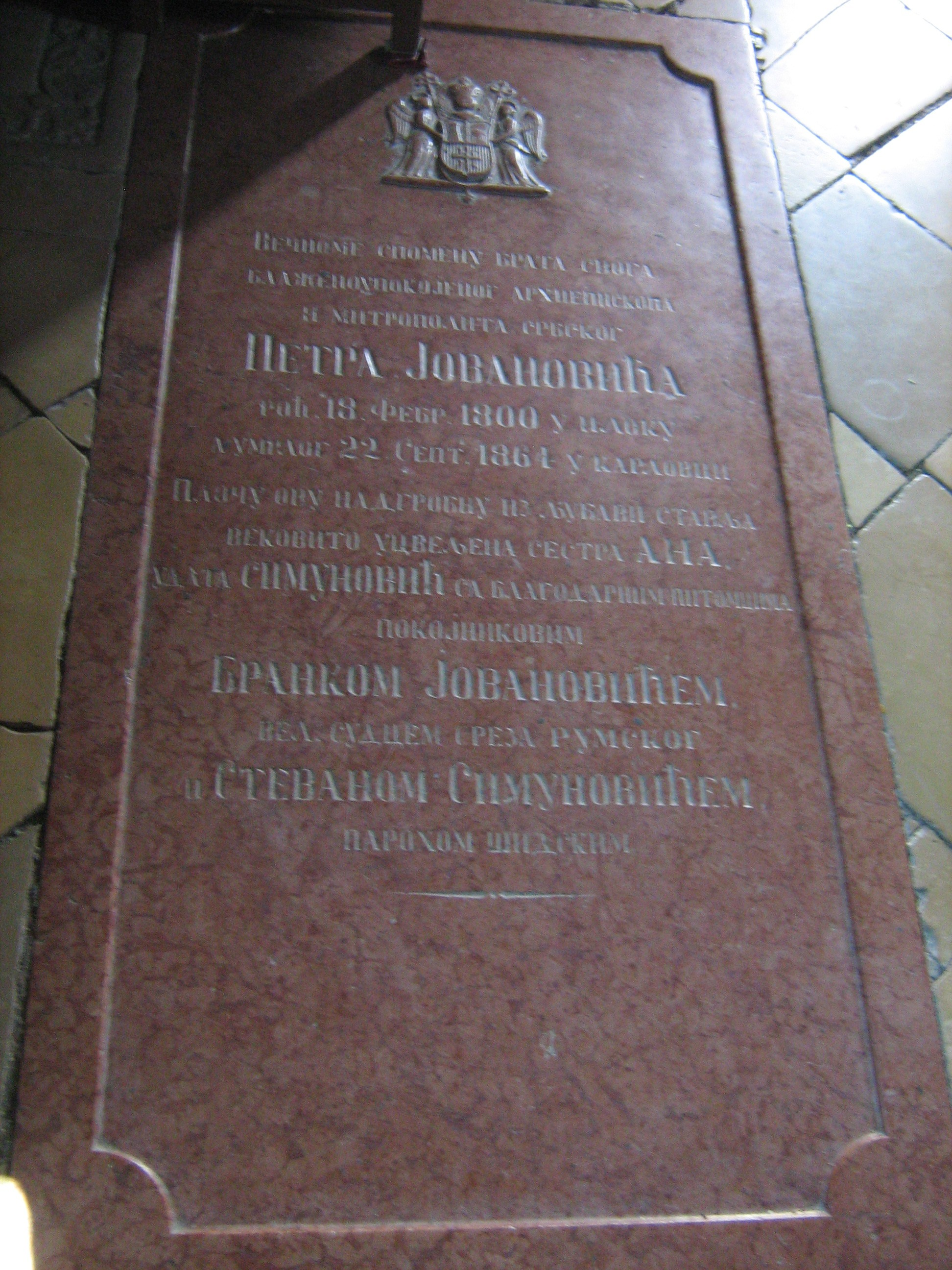
La tombe du métropolite Petar au monastère de Krušedol.

En 1834–1835, il a ouvert un consistoire métropolitain à Belgrade et a œuvré pour faire adopter un statut interne de l'Église orthodoxe en Serbie. Mais plusieurs de ses versions ont été rejetées par le prince Miloš qui, finalement, a imposé un statut défavorable au prestige de la métropole ; cette nouvelle version permettait au prince de contrôler le Saint-Synode des évêques  de Serbie et maintenait des liens avec le patriarche œcuménique de Constantinople dans l'intérêt de l'Église. En 1834, Petar a proposé sur une nouvelle loi sur le mariage, stipulant que seuls les hommes âgés de 17 et plus et les femmes âgées de 14 ans et plus, pourraient se marier, avec le consentement de leurs parents ; les mariages des hommes de plus de 50 ans et des femmes de plus de 40 ans, tout comme un quatrième mariage, devaient être approuvés par un évêque. Il a également cherché à renforcer la discipline au sein du clergé serbe, discipline qui n'avait jamais été très respectée dans les années précédentes ; ce relâchement était dû à une subordination antérieure au patriarcat œcuménique de Constantinople car les évêques d'origine grecque opérant en Serbie ne s'occupaient pas de l'éducation du bas clergé. Par ailleurs, il voulait améliorer la situation matérielle de ce clergé et il a créé un fonds à leur bénéfice. Il a essayé de mettre de l'ordre dans les monastères, en en excluant les alcooliques, les assassins, les voleurs et les homosexuels. Il a liquidé les monastères les plus petits et a fixé le salaire public des moines.

### Exil
En 1839, en raison de troubles politiques dans la principauté de Serbie, Miloš est obligé d’abdiquer ; il est remplacé par un membre de la dynastie rivale des Karađorđević, Alexandre puis est finalement rappelé au pouvoir par l'Assemblée en 1858. Le prince lui a reproché de ne pas « avoir embrassé la cause de l'opposition » (c'est-à-dire, ses partisans) après le changement de dynastie en 1839, le métropolite étant resté fidèle au nouveau dirigeant, sans être impliqué dans les querelles politique et se consacrant aux affaires de l'Église. Lorsqu'il a appris que la dynastie des Obrenović préparait une purge de tous ceux qui ne lui était pas favorable, il a démissionné et a quitté la principauté de Serbie ; en 1859, le métropolite Petar a quitté le pays et est retourné dans l'empire d'Autriche ; il a séjourné brièvement au monastère de Krušedol puis, à la demande de l'empereur d'Autriche, a accepté d'être élu évêque de Gornji Karlovac, sous la juridiction du Patriarcat de Karlovci. Le nouveau métropolite de Belgrade était son ancien étudiant, l'évêque de Šabac Mihailo Jovanović, qu'il avait envoyé en Russie. Après la mort du prince Miloš en 1860, Petar a demandé l'autorisation de retourner en Serbie mais cette autorisation lui a été refusée par le nouveau prince, Mihailo Obrenović. Le métropolite Petar est mort en 1864 a été enterré au monastère de Krušedol.